# حسين محسن علي الغفاري
حسين محمد عبد الله الدفعي (1935 – 2015 م) ضابط عسكري ووزير ودبلوماسي يمني، ولد في قرية عشة سعوان، في مديرية بني حشيش محافظة صنعاء، شارك في انقلاب 1955
بقيادة أحمد الثلايا، وحكم عليه بالإعدام ولكن لم ينفذ الحكم.
، شغل عددًا من الأعمال العسكرية، منها: قائد المحور الشمالي الغربي، وقائد القوات البحرية اليمنية، وقائد الشرطة العسكرية في محافظة تعز، وملحق عسكري في روسيا وفي إيران، كما عين وزيرًا للمواصلات عام 1976م، وسفيرًا في أثيوبيا..

## حياته وتعليمه
ألتحق بالقوات المسلحة عام 1940م، وتخرج من المدرسة الحربية عام 1943م.